# Ischnopteris brunneoviridis
Ischnopteris brunneoviridis är en fjärilsart som beskrevs av W. Warren 1905. Ischnopteris brunneoviridis ingår i släktet Ischnopteris och familjen mätare. Inga underarter finns listade i Catalogue of Life.